# 拉萊奧內薩
27°3′S 58°43′W / 27.050°S 58.717°W
拉萊奧內薩（西班牙語：La Leonesa），是阿根廷的一個城鎮，位於該國北部的查科省，是貝爾梅霍縣的首府，距離雷西斯滕西亞70公里，該城鎮海拔高度66米，2010年人口為8,823人。